# Nemesia sanzoi
Nemesia sanzoi is een spinnensoort in de taxonomische indeling van de bruine klapdeurspinnen (Nemesiidae).
Nemesia sanzoi werd in 1917 beschreven door Fage.